# Loving Pablo
Loving Pablo, conhecido internacionalmente como Escobar (bra: Escobar - A Traição; prt: Amar Pablo, Odiar Escobar), é um filme de drama criminal biográfico espanhol, em língua inglesa, de 2017 dirigido por Fernando León de Aranoa, baseado no livro de memórias de Virginia Vallejo Loving Pablo, Hating Escobar. Foi exibido fora de competição no 74º Festival Internacional de Cinema de Veneza e na seção Apresentações Especiais no Festival Internacional de Cinema de Toronto de 2017.

## Sinopse
Entre 1983 e 1987, o narcotraficante colombiano Pablo Escobar teve um relacionamento amoroso com a jornalista e apresentadora de televisão Virginia Vallejo.

## Elenco
- Javier Bardem como Pablo Escobar
- Penélope Cruz como Virginia Vallejo
- Peter Sarsgaard como Shepard, baseado em Steve Murphy
- Julieth Restrepo como Maria Victoria Henao
- David Valencia como Santos
- David Ojalvo como Agente do FBI
- Giselle Da Silva como Olguita Arranz

## Recepção

### Bilheteria
Loving Pablo arrecadou US$ 22 017 nos Estados Unidos e Canadá e US$ 17,5 milhões em outros territórios, mais US$ 60 312 com vendas de vídeos caseiros.

### Resposta da crítica
No agregador de críticas Rotten Tomatoes, o filme tem um índice de aprovação de 31% com base em 48 críticas, com uma classificação média ponderada de 4,82/10. O consenso crítico do site diz: “Loving Pablo estraga sua história aparentemente cinematográfica da vida real – e um par de estrelas talentosas – ao produzir uma cinebiografia lúgubre que não acrescenta nada ao subgênero Escobar”. No Metacritic, o filme tem uma pontuação média ponderada de 42 em 100, com base em 16 críticos, indicando “críticas mistas ou médias”.